# Scandalo Spiegel

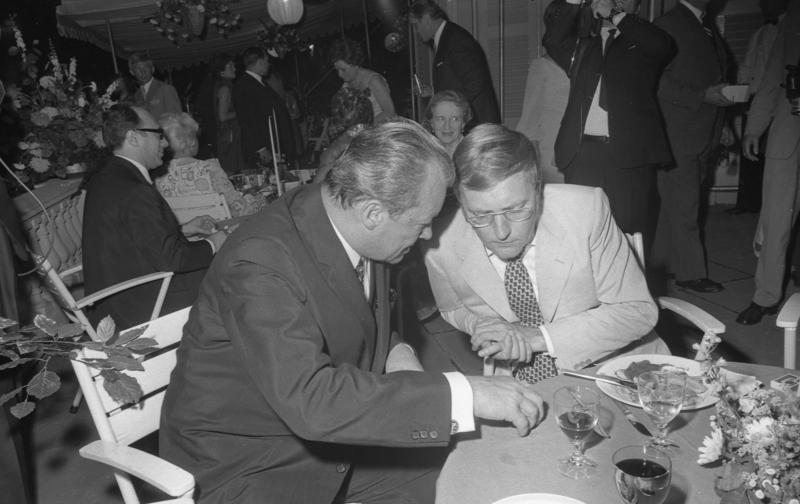
Rudolf Augstein (a destra) nel 1970 con il cancelliere Willy Brandt

Lo scandalo Spiegel (in tedesco Spiegel-Affäre) fu una crisi politico-mediatica che ebbe luogo nella Repubblica Federale Tedesca nel 1962, e che vide l'arresto di alcuni giornalisti del noto settimanale Der Spiegel, in particolare il fondatore e direttore Rudolf Augstein e il giornalista Conrad Ahlers, per iniziativa del Ministro della Difesa Franz Josef Strauß. Questo scandalo rappresenta "il maggiore scandalo statale" della storia della Germania dal 1945.

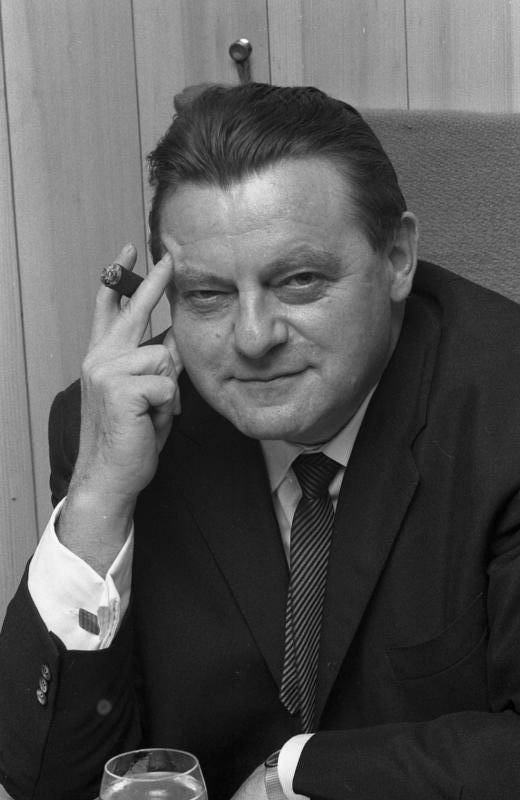
Strauss nel 1966

L'accusa, mossa al settimanale, era di alto tradimento a causa della pubblicazione di informazioni riservate sulla polizia tedesca riguardanti gravi irregolarità all'interno di essa. Lo scoppio dello scandalo dette vita a movimenti di protesta in tutta la Germania e segnò la fine della carriera politica di Konrad Adenauer l'anno successivo. Inoltre, segnò in modo permanente la reputazione del ministro Strauß, che perse il ministero, e regalò prestigio a Der Spiegel e a Augstein.

## Avvenimenti

### Le rivelazioni delloSpiegel
Nell'autunno 1962 una serie di esercitazioni militari fu organizzata per la NATO sotto il nome in codice "Fallex 62". Queste manovre militari rivelarono le gravi lacune della Bundeswehr, al che lo stato maggiore della NATO diede una nota bassa nella scala di preparazione in caso di possibile guerra con l'Unione Sovietica. In caso di attacco nucleare sovietico le truppe tedesco-occidentali sarebbero state incapaci di far fronte alle truppe del Patto di Varsavia e la Repubblica federale non avrebbe potuto essere difesa neanche con un contrattacco nucleare.
Le valutazioni del "Fallex 62" furono particolarmente inquietanti per il ministro Franz Josef Strauß, per cui si ebbe l'urgente necessità di aumentare l'equipaggiamento della Bundeswehr invece di acquisire armi nucleari. Queste informazioni, che sarebbero dovute rimanere strettamente riservate, trapelarono e giunsero allo Spiegel che le pubblicò in prima pagina il 10 ottobre 1962 in un articolo intitolato Bedingt abwehrbereit (In stato di difesa condizionale) firmato da Conrad Ahlers, giornalista specializzato in questioni militari. L'articolo mostrava, in particolare, l'incapacità di sopravvivere da parte della Repubblica federale in caso di attacco.

## Azione contro la rivista e scoppio dello scandalo

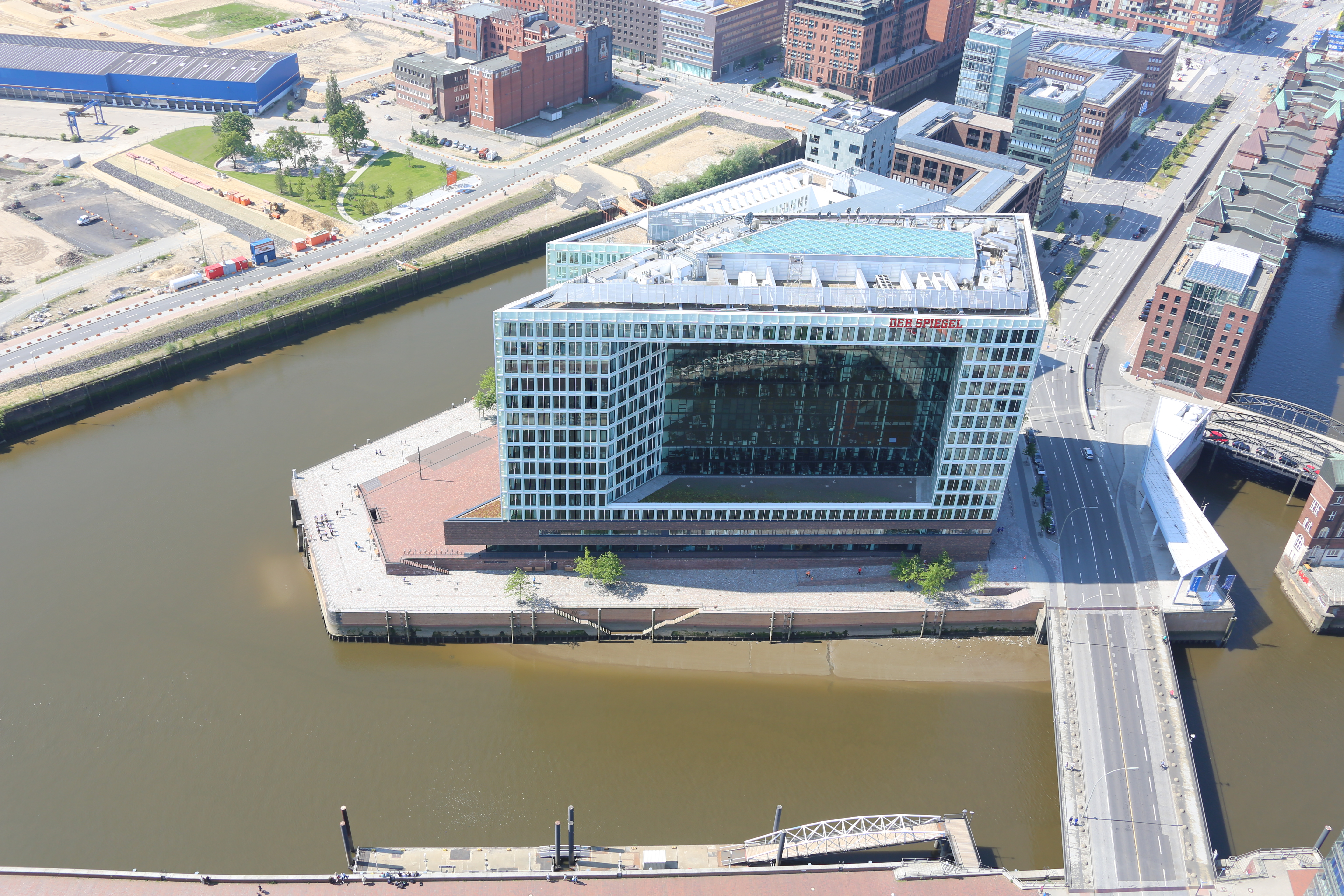
La nuova sede di Der Spiegel a partire dal 2011, Amburgo

Il giorno seguente alla pubblicazione dell'articolo, il giurista Friedrich August von der Heydte, generale di brigata in riserva, professore presso l'Università di Würzburg e membro della CSU, presentò una denuncia per alto tradimento contro la redazione di Der Spiegel al procuratore generale.
Siegfried Buback, primo procuratore del Tribunale federale e giudice che si occupò del caso, domandò un parere ad un esperto del Ministero della Difesa, il quale dichiarò che l'articolo conteneva molte informazioni coperte da segreto di Stato che si sarebbero potute ottenere solo attraverso la corruzione di membri del personale militare. Il 23 ottobre Buback emise diversi mandati d'arresto per i redattori della rivista.
Il 26 ottobre, poco dopo le 21, trenta agenti di polizia si presentarono alla sede dello Spiegel ad Amburgo dando inizio alle perquisizioni. Furono prese di mira anche le case di alcuni giornalisti della rivista a Bonn. Conrad Ahlers, che si trovava in vacanza con la moglie sulla Costa del Sol, fu interrogato nella notte in un albergo dalla polizia franchista, e accettò di farsi rimpatriare in Germania, dove fu subito incarcerato. Due giorni dopo, la polizia arrestò anche il direttore Rudolf Augstein e gli uffici di Der Spiegel rimasero chiusi per alcune settimane.

### Conclusione
Il 26 novembre, la polizia pose fine all'occupazione nelle sedi di Der Spiegel, mentre Augstein, Ahlers e altre tre persone rimasero in carcere; Augstein rimarrà in carcere fino al 7 febbraio 1963. Nel dicembre 1962 il cancelliere Adenauer fu costretto a formare una nuova coalizione di governo, lasciando fuori Strauß, il leader della CSU.
Il 13 maggio 1965 la Corte di giustizia federale (corte di ultima istanza nel sistema giudiziario tedesco) rifiutò di aprire il processo contro Augstein e Ahler, stabilendo che Strauß aveva ecceduto le sue competenze. Il caso arrivò anche dinanzi alla Corte costituzionale federale, la quale emise un'innovativa sentenza nell'agosto 1966 che stabilì le basi della libertà di stampa per i decenni a venire.